# Mâtin
Der Mâtin ist eine vermutlich im 19. Jahrhundert ausgestorbene Hunderasse aus Frankreich, die unter anderem von Buffon ausführlich beschrieben wurde und als hypothetischer Vorfahre einiger großer Hunderassen gilt. Er wies sowohl Schäferhund- als auch Windhund-Merkmale auf.
In der Kynologie spielt der Mâtin besonders darum eine Rolle, weil sein Name in englischen und deutschen Übersetzungen von Buffons Werken oft fälschlich als Mastiff übersetzt wird.